# 中华人民共和国第十届全运会击剑比赛
中华人民共和国第十届全运会击剑比赛于2005年9月16日至26日在南通市體育館举行。比赛项目有男女佩剑个人赛、男女花剑个人赛、男女重剑个人赛、男女佩剑团体团、男女花剑团体赛、男女重剑团体赛共12个小项。

## 奖牌分布情况

### 男子
| 項目           | 金牌                                | 银牌                              | 铜牌                            |
| 男子花剑个人赛 | 王海滨（江苏）                      | 雷声（广东）                      | 王俊（解放军）                  |
| 男子重剑个人赛 | 王伟新（江苏）                      | 赵刚（辽宁）                      | 王磊（上海）                    |
| 男子佩剑个人赛 | 王敬之（天津）                      | 周漢明（广东）                    | 仲满（江苏）                    |
| 男子花剑团体赛 | 吴汉雄 雷声 马剑飞 黄良财（广东）   | 周睿 王海滨 张磊 宋源（江苏）     | 叶冲 庄焰 毛麟群 张杰（上海）   |
| 男子重剑团体赛 | 谭群园 刘琪 王伟新 刘强（江苏）     | 马权 裴蕾 赵刚 董国涛（辽宁）     | 张朔 邱国江 王磊 王峰（上海）   |
| 男子佩剑团体赛 | 赵春生 周漢明 黄耀江 陈柏杰（广东） | 王敬之 侯孟君 刘明悦 郭健（天津） | 仲满 陈锋 颜卫东 陈滔滔（江苏） |

### 女子
| 項目           | 金牌                              | 银牌                                | 铜牌                                |
| 女子花剑个人赛 | 肖爱华（江苏）                    | 孟洁（江苏）                        | 张蕾（江苏）                        |
| 女子重剑个人赛 | 沈巍巍（江苏）                    | 秦兰兰（上海）                      | 谭丽（上海）                        |
| 女子佩剑个人赛 | 谭雪（天津）                      | 张莹（上海）                        | 袁婷婷（上海）                      |
| 女子花剑团体赛 | 孟洁 肖爱华 张蕾 刘媛（江苏）     | 袁萍 石海英 袁力 裘依琳（上海）     | 陈锦燕 黄嘉玲 植景针 蒲慧莹（广东） |
| 女子重剑团体赛 | 骆小娟 沈巍巍 梁琴 朱晓敏（江苏） | 潘一 李娜 张莉 王莹（辽宁）         | 陈燕 仲维萍 秦兰兰 谭丽（上海）     |
| 女子佩剑团体赛 | 张莹 李莉 袁婷婷 朱丽娜（上海）   | 郁群莉 包盈盈 黄海洋 赵媛媛（江苏） | 谭雪 曹艳 赵雪 付娜（天津）         |

## 奖牌榜
| 名次 | 代表團 | 金牌 | 銀牌 | 銅牌 | 總數 |
| ---- | ------ | ---- | ---- | ---- | ---- |
| 1    | 江苏   | 7    | 3    | 3    | 13   |
| 2    | 广东   | 2    | 2    | 1    | 5    |
| 3    | 天津   | 2    | 1    | 1    | 4    |
| 4    | 上海   | 1    | 3    | 6    | 10   |
| 5    | 辽宁   | 0    | 3    | 0    | 3    |
| 6    | 解放军 | 0    | 0    | 1    | 1    |
| 总计 | 总计   | 12   | 12   | 12   | 36   |